# William Ringström
Carl William Ivar Ringström, född 29 september 2000, är en svensk tidigare barnskådespelare. Han spelade Sune Andersson i Sunefilmen Sune i Grekland – All Inclusive i regi av Hannes Holm 2012 samt uppföljarna Sune på bilsemester 2013 och Sune i fjällen 2014. Utöver Sune rollen så dubbade han karaktären Frej från miniserien Där Trädgården Slutar 2015 på svenska.

## Filmografi
- 2012 – Sune i Grekland
- 2013 – Sune på bilsemester
- 2014 – Sune i fjällen
- 2015 – Där trädgården slutar